# Wilhelm 2. af Württemberg
Wilhelm 2. af Württemberg (født 25. februar 1847 i Stuttgart, død 2. oktober 1921 i Bebenhausen, Tyskland) var konge af Württemberg fra 1891 til 1918. Han var søn af prins Fredrik af Württemberg (1808-1870) og prinsesse Katharina af Württemberg (1821-1898), datter af Vilhelm 1. af Württemberg.
15. februar 1877 giftede han sig med prinsesse Marie af Waldeck og Pyrmont (1857–1882) i Arolsen. De fik tre børn:
- Pauline (19. december 1877 – 7. maj 1965), gift med prins Fredrik af Wied (1872–1945)
- Ulrich (28. juli 1880 – 28. december 1880)
- Dødfødt datter (24. april 1882)

8. april 1886 giftede han sig med prinsesse Charlotte af Schaumburg-Lippe (1864–1946) i Bückeburg.
Da hans børneløse onkel, Karl 1. af Württemberg (1823–1891), døde, blev han konge af Württemberg. Han var generalfeltmarskalk i første verdenskrig.
I 1918 blev han afsat fra tronen sammen med alle andre tyske monarker.